# Torneo WTA de Florencia 2023
El Firenze Ladies Open 2023 fue un torneo de tenis profesional jugado en canchas de tierra batida. Se trató de la 1.ª edición del torneo que formó parte de los Torneos WTA 125s en 2023. Se llevó a cabo en Florencia, Italia, entre el 15 al 21 de mayo de 2023.

## Cabezas de serie

### Individuales
| Tenista            | Ranking | Preclasificada |
| Lauren Davis       | 53      | 1              |
| Claire Liu         | 56      | 2              |
| Ana Bogdan         | 59      | 3              |
| Jasmine Paolini    | 65      | 4              |
| Jule Niemeier      | 74      | 5              |
| Sara Errani        | 78      | 6              |
| Anna Schmiedlová   | 97      | 7              |
| Lucia Bronzetti    | 98      | 8              |
| Lucrezia Stefanini | 105     | 9              |

- Ranking del 8 de mayo de 2023.

### Dobles
| Tenista                       | Ranking | Preclasificada |
| Asia Muhammad Giuliana Olmos  | 49      | 1              |
| Alexa Guarachi Erin Routliffe | 79      | 2              |
| Renata Voráčová Fang-hsien Wu | 170     | 3              |
| Vivian Heisen Ingrid Neel     | 79      | 4              |

## Campeonas

### Individuales femeninos
Jasmine Paolini venció a  Taylor Townsend por 6–3, 7–5

### Dobles femenino
Vivian Heisen /  Ingrid Neel vencieron a  Asia Muhammad /  Giuliana Olmos por 1–6, 6–2, [10–8]